# A-235 Nudol
A-235 Nudol (również: 14Cz033, 14A042, PL-19, Samoliet) – rosyjski system antybalistyczny i/lub antysatelitarny. Opracowanie systemu, przez OKB Wympieł, rozpoczęto jeszcze w trakcie budowy A-135. Zakładana zdolność bojowa ma pozwalać na zwalczanie jednoczesnego ataku 8-12 pocisków międzykontynentalnych lub 35-40 pocisków pośredniego zasięgu (typu MGM-31B Pershing II. W 2021 pocisk tego systemu zniszczył satelitę Kosmos-1408.
System miał zapewniać obronę warstwową, korzystając z 3 efektorów (rakiet):
- A-925, dla najniższej warstwy
- 58R6, dla warstwy pośredniej
- 45T6/PRS-1M, dla warstwy najwyższej

Przez niemal dwie dekady projekt pozostawał uśpiony. Prace wznowiono za rządów Władimira Putina. Pojawiły się wówczas informacje o pracach nad systemem Nudol. Zapowiedziano również integrację zestawów S-500 z systemem ABM. W latach 2011-2015 w kontraktach dla koncernu Ałmaz-Antiej pojawiały się oznaczenia całego systemu (14Cz033) i jego składowych:
- mobilny punkt dowodzenia 14P078
- radar stacjonarny 14Cz031 (modyfikacja radaru Dunaj-3U)
- mobilna wyrzutnia 14P222 (przypuszczalnie na pojeździe MZKT-79291)
- pocisk 14A042

Pierwsze testy pocisków 14A042 przeprowadzono w latach 2012-2013. Właściwe testy przeprowadzano w latach 2014-2016 (5 prób). Dwie pierwsze miały się zakończyć nieudanym startem. W latach 2018-2021 przeprowadzono 5-6 prób egzoatmosferycznych, ale tylko jedna z nich miała charakter kinetyczny. Przeprowadzano je już z wyrzutni mobilnych. Media specjalistyczny określały Nudola jako pocisk dwustopniowy zdolny do rażenia celów na niskiej orbicie okołoziemskiej i pułapie do 1500 km.

## Zniszczenie satelity Kosmos-1408
Medialnym szokiem okazał się niezapowiedziany „bojowy” sprawdzian pocisku 14A042 jako broni antysatelitarnej. Za pomocą tego pocisku 15 listopada 2021 Rosjanie skutecznie razili własnego nieczynnego satelitę rozpoznawczego Kosmos-1408 (serii Celina-D). Na orbitach od 450-500 km powstała chmura niebezpiecznych odłamków. Według SPACECOM EU STT było to 1500-2000 odłamków powyżej kilku centymetrów wielkości. Stanowiły one bezpośrednie zagrożenie dla stacji kosmicznej ISS i Tianhe. Państwa zachodnie i kilku operatorów satelitarnych potępiły taki sposób przeprowadzenia testu. Szczątki będą utrzymywać się na orbicie przez 5-10 lat.